# John Ritter
Jonathan "John" Southworth Ritter (Burbank, 17 de setembro de 1948 — Los Angeles, 11 de setembro de 2003) foi um ator, comediante, apresentador e dublador americano. Mais lembrado pela série Three's Company e pelos filmes Problem Child e Problem Child 2. Ritter também dublou o personagem principal do desenho Clifford the Big Red Dog.

## Biografia
John Ritter nasceu em Burbank, no estado da Califórnia, no dia 17 de setembro de 1948. Ele era filho do cantor country Tex Ritter (1905-1974) e da atriz Dorothy Fay (1915-2003). Ritter também tinha um defeito congênito conhecido como coloboma no olho direito. Seu irmão mais velho, Thomas "Tom" Matthews, nasceu em 8 de janeiro de 1947. Ritter frequentou a Hollywood High School, onde foi presidente do corpo discente. Mais tarde, ele freqüentou a Universidade do Sul da Califórnia e se formou em psicologia, planejando ter uma carreira na política. No entanto, mudou seu curso para arte teatral e começou a freqüentar a Escola de Artes Dramáticas da Universidade. Ritter também foi membro da fraternidade Phi Gamma Delta. Ainda nos tempos de colegial, Ritter viajou para o Reino Unido, Holanda e Alemanha Ocidental, apresentando-se em peças teatrais. Ele se formou em 1971.

## Carreira

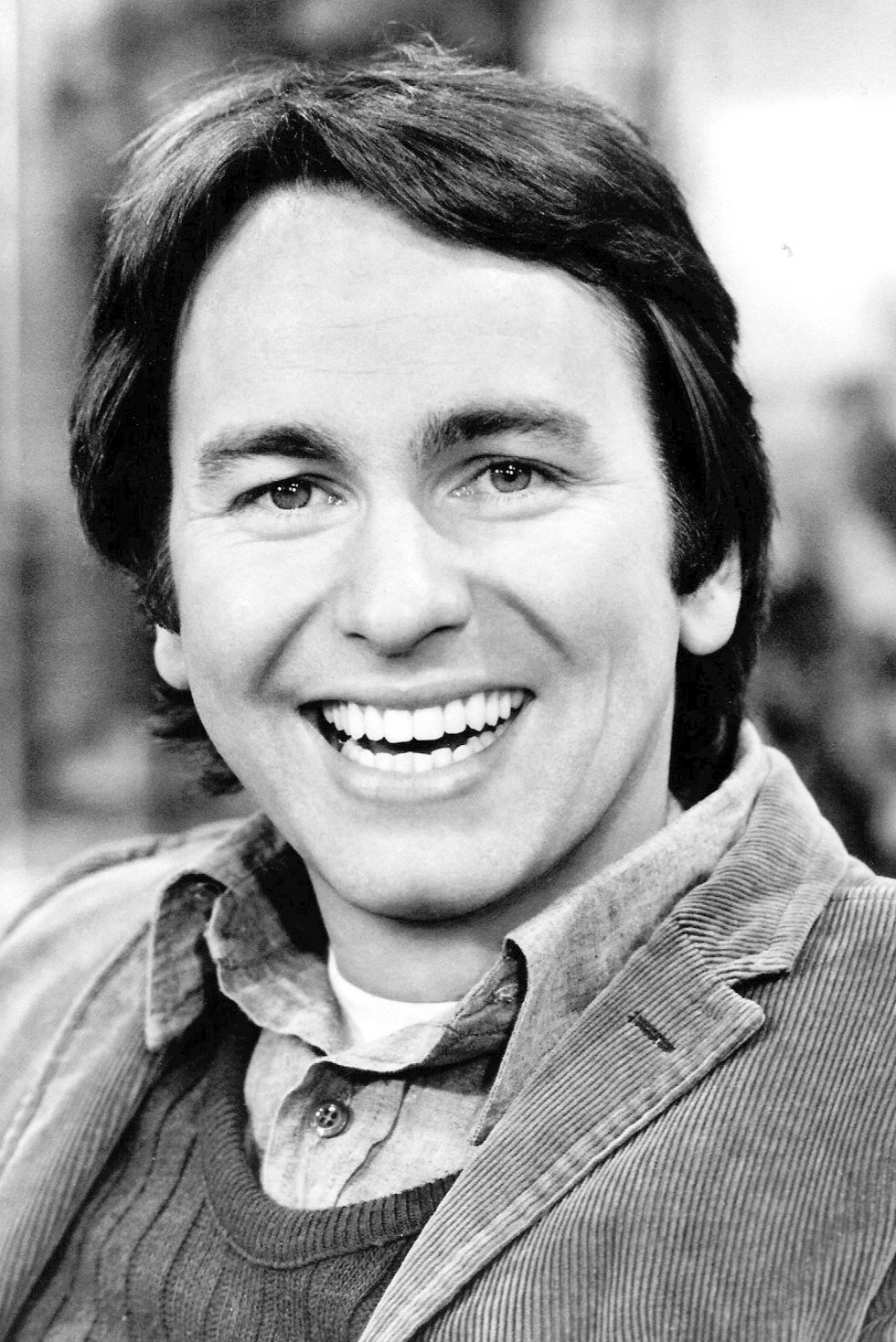
Ritter na série Three's Company, em 1977

O primeiro papel de Ritter na televisão foi na série Dan August, estrelada por Burt Reynolds. Já sua estréia no cinema foi em 1971 com The Barefoot Executive, um filme da Disney. Ele fez participações em várias série de televisão como  Hawaii Five-O e M*A*S*H. De 1972 a 1976, Ritter teve um papel recorrente na série dramática The Waltons, interpretando o Reverendo Matthew Fordwick. Foi depois daí que Ritter foi convidado para estrelar o seriado de comédia  Three's Company, que fez muito sucesso e teve oito temporadas (de 1976 a 1984). Pelo papel na série, Ritter chegou a ganhar o Globo de Ouro de melhor ator em série de comédia ou musical. Após o término de Three's Company, Ritter estrelou uma outra série, Hooperman. Ele também fez participações em séries como Felicity, Ally McBeal, Scrubs, Buffy the Vampire Slayer e Law & Order: SVU.
Nos cinemas, Jonh Ritter participou de diversos filmes. O mais notório deles foi Problem Child (1990) e sua continuação no ano seguinte. Ele também participou de Sling Blade, Stay Tuned, Noises Off, Bride of Chucky e o telefilme It, entre outros filmes.
Em 1996, apresentou o programa especial Totally Animals, dirigido por Sandra Fullerton. Em Portugal, o programa foi exibido pela SIC, com o título "É o Bicho, é o Bicho!".
De 2000 a 2003, Ritter dublou o cão "Clifford", personagem principal da série de desenho animado Clifford the Big Red Dog, recebendo quatro indicações ao Emmy. Ele também dublou o personagem nos jogos de vídeo e no filme Clifford's Really Big Movie (lançado um ano após sua morte).
Na época de sua morte, Ritter estava no elenco do sitcom 8 Simple Rules for Dating My Teenage Daughter, que após isso, passou a se chamar somente 8 Simple Rules.
Seus últimos trabalhos foram no filme Bad Santa, na animação Stanley's Dinosaur Round-Up, e em episódios das séries Scrubs e King of the Hill. Todos foram dedicados à sua memória.

## Vida pessoal
Em 1977, Ritter se casou com a atriz Nancy Morgan, com quem teve três filhos: Jason, Carly e Tyler. Eles se divorciaram em 1996.
Ele se casou com a atriz Amy Yasbeck em 18 de setembro de 1999, no Murphy Theatre em Wilmington, Ohio. Eles tiveram uma filha, Stella, nascida em 11 de setembro de 1998. Em 2016, Stella adotou o nome Noah Lee Ritter e se identificou como um homem trans.
Yasbeck interpretou o interesse amoroso de Ritter nos dois primeiros filmes de Problem Child. Yasbeck também interpretou a esposa de Ritter em duas aparições em seriados. Em 1991, ambos eram convidados no The Cosby Show, no qual a personagem de Yasbeck era esposa do personagem de Ritter. Em 1996, Ritter participou do seriado de Yasbeck, Wings, interpretando o distante marido de Yasbeck, Casey.

## Morte

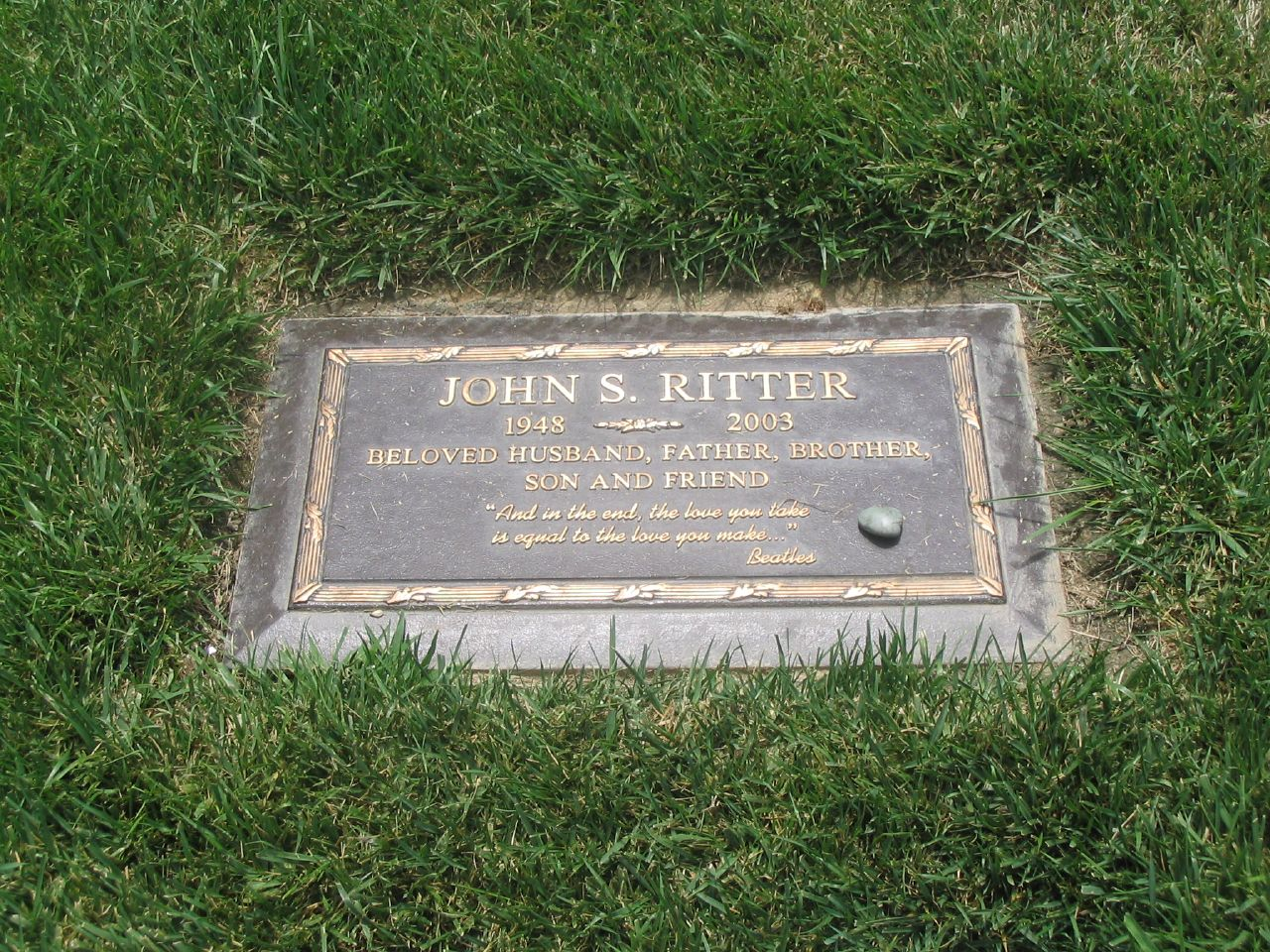
Lápide de Ritter

Em 11 de setembro de 2003, Ritter se sentiu mal enquanto ensaiava as cenas para a 2ª temporada de 8 Simple Rules. Foi levado para o Providence Saint Joseph Medical Center, onde morreu naquela noite, por volta de 22:45. Por coincidência, aquele era o mesmo hospital onde Ritter havia nascido. A causa de sua morte foi uma dissecção aórtica causada por um defeito cardíaco congênito previamente diagnosticado. Seu pai tinha morrido de um ataque cardíaco quase trinta anos antes. Anos mais tarde, a esposa de Ritter, Amy Yasbeck, testemunhou no tribunal que ele tinha preocupações sobre sua saúde por conta da causa da morte de seu pai. Ele foi enterrado no Forest Lawn Memorial Park, em Los Angeles. Menos de dois meses após sua morte, sua mãe também faleceu de causas naturais.

## Filmografia
- Scandalous John (1971)
- The Other (1972)
- Americathon 1998 (1979)
- Hero at Large (1980)
- The Comeback Kid (1980)
- They All Laughed (1981)
- Pray TV (1982)
- In Love With An Older Woman (1982)
- The Flight of Dragons (1982; voz Peter Dickinson)
- Sunset Limousine (1989)
- Letting Go (1985)
- A Smoky Mountain Christmas (1986)
- Unnatural Causes (1987)
- Real Men (1987)
- Tricks of the Trade (1988)
- Skin Deep (1989)
- The Last Fling (1989)
- Problem Child (1990)
- It (1990)
- Everybody Wins (1990)
- The Dreamer of Oz: The L. Frank Baum Story (1990)
- Problem Child 2 (1991)
- Stay Tuned (1992)
- Noises Off (1992)
- Prison for Children (1993)
- My Brother's Wife (1993)
- Man of The Year (1995)
- The Colony (1995)
- Mercenary (1996)
- Nowhere (1996)
- Totally Animals (1996)
- Buffy the Vampire Slayer (1997) - (episódio "Ted" da 2ª temporada)
- Sling Blade (1997)
- Sink Or Swim (1997)
- A Gun, a Car, a Blonde (1997)
- Bride of Chucky (1998)
- The Million Dollar Kid (1999)
- Lethal Vows (1999)
- It Came From the Sky (1999)
- Dead Husbands (1999)
- Tripfall (2000)
- Terror Tract (2000)
- Panic (2000)
- Tadpole (2002)
- Bad Santa (2003)